# 라토야 잭슨

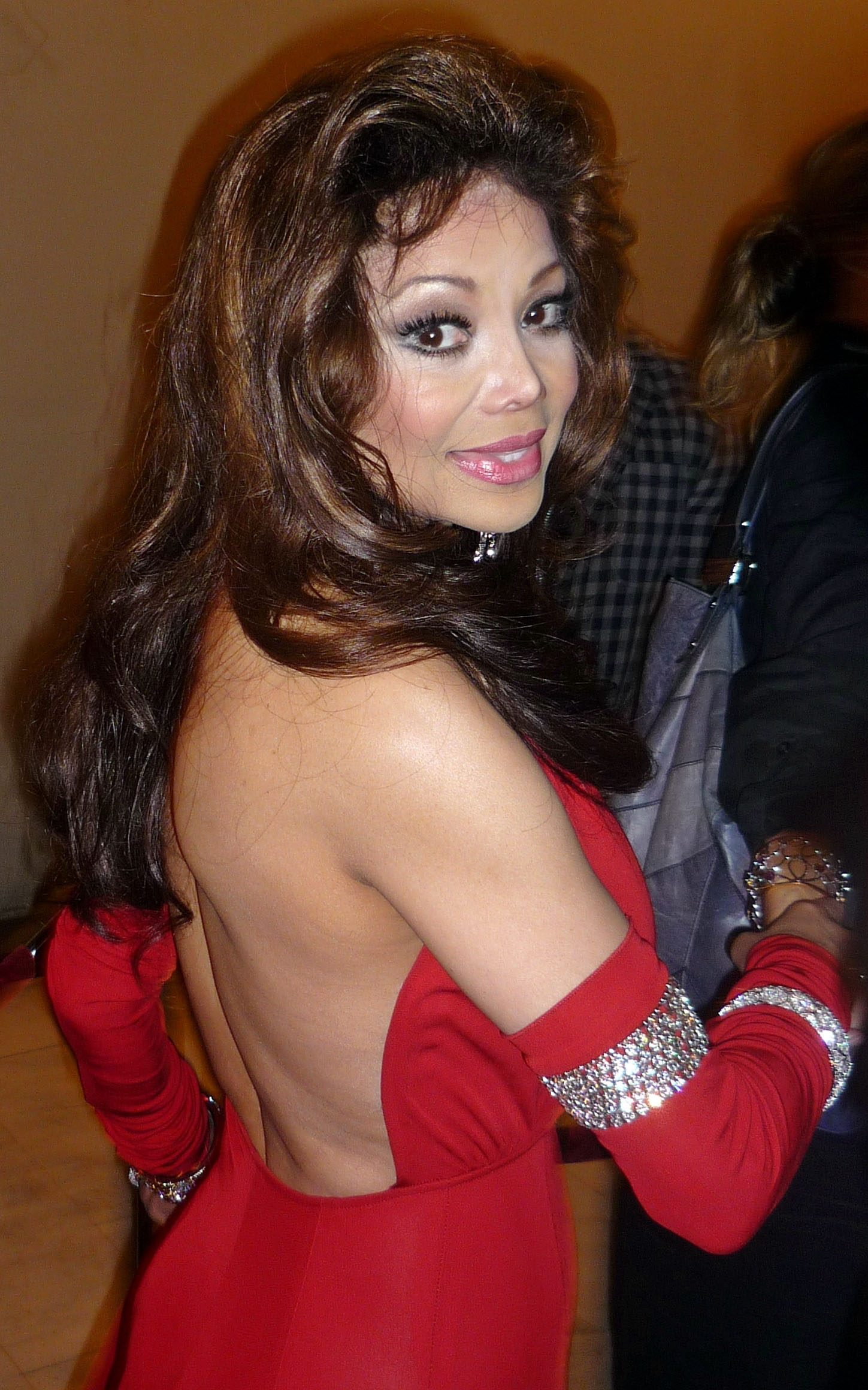
라토야 잭슨

라토야 잭슨(La Toya Yvonne Jackson, 1956년 5월 29일~)은 미국의 가수이며, 마이클 잭슨의 누나이며 자넷 잭슨의 언니이다. 1980년에 1집 앨범 'La Toya Jackson'이 발매됐다.
마이클 잭슨에게 심각한 누를 끼치기도 했는데 마이클 잭슨의 유명세를 이용해 포르노 배우로 활동한 적이 있다.